# Tsatsa
Een tsatsa, ook tsa-tsa is een klein votief-, ofwel offertabletje in het Tibetaanse boeddhisme. De naam tsatsa komt uit het Sanskriet. De duurste tsatsa's zijn de zogenoemde butsa's.
De vervaardiging van tsatsa's zou de weg naar verlichting verkorten. Hiervoor zouden minimaal vijf stuks gemaakt moeten worden. Volgens klassieke teksten kan de vervaardiging van 100.000 stuks deel uitmaken van een meditatierite.

## Vervaardiging
Tsatsa's worden traditioneel gemaakt uit water, klei of gips en plantaardige draden. De kwaliteit van de tsatsa wordt bepaald door de kwaliteit van de klei die is gebruikt. De bekendste tsatsa's komen uit de regio Maldro Gongkar bij Lhasa, mogelijk omdat de klei in die regio bij uitstek geschikt is voor de vervaardiging van tsatsa's.
Tijdens het vervaardigingsproces wordt vochtige klei geperst in een mal van bijvoorbeeld brons, ijzer of hout. Nadat deze figuren vervolgens zijn gedroogd en gebrand, worden ze gegraveerd en beschilderd. Tsatsa's uit elke regio kenmerken zich door hun eigenheden.
Ook zijn er in de loop van de tijd waardevolle exemplaren gemaakt die zijn ingelegd met goud, zilver, parels, edelstenen en agaat. Voor Tibetanen zijn tsatsa's nog kostbaarder wanneer ze zijn vermeng met de as van een overleden levende boeddha.
De duurste tsatsa's zijn butsa's. Dit zijn boeddhamodellen die bestaan uit een mengsel van leem en Tibetaanse medicijnen, waaraan het bloed van een hooggeplaatste tulku is toegevoegd. Het lichaam van de tulku moet dan behandeld worden voordat het in de stoepa wordt gelegd. De butsa's zouden volgens Tibetaanse boeddhisten uitwerking hebben tegen alle ziektes en zouden alle boze geesten verdrijven.

## Gebruik
De tsatsa beeldt meestal figuren uit van Boeddha of godheden. Ze worden als offerandes op bijzondere plaatsen neergelegd, zoals in heilige grotten of stoepa's. Ze zijn vaak klein zodat ze vaak als geluksbrenger worden gedragen.
Tsatsa's worden ook voor speciale gelegenheden gemaakt, zoals bijvoorbeeld geboortedagen of het bezoek van een belangrijke lama.

## Herkomst
De herkomst van de stempels ligt waarschijnlijk bij een term die voortkomt uit het vajrayanaboeddhisme: Mahamudra (het grote symbool; de grote zegel van de werkelijkheid). Hiermee wordt de verwerkelijking van de ware natuur van de geest bedoelt. Mahamudra houdt een serie van meditaties, yogahoudingen en andere oefeningen in die leiden tot een verhoogde staat van inzicht en uiteindelijk tot verlichting. Alleen iemand met een grote staat van dienst in deze disciplines komt in aanmerking voor een dergelijke zegel.